# Lechanice (gmina)
Lechanice – dawna gmina wiejska istniejąca do 1954 roku w woj. warszawskim. Nazwa gminy pochodzi od wsi Lechanice, lecz siedzibą władz gminy były Zawady. 
Za Królestwa Polskiego gmina należała do powiatu górnokalwaryjskiego w guberni warszawskiej. W związku ze zniesieniem powiatu górnokalwaryjskiego w 1879 gminę przyłączono do powiatu grójeckiego w tejże guberni.
W okresie międzywojennym gmina Lechanice należała do powiatu grójeckiego w woj. warszawskim. Po wojnie gmina zachowała przynależność administracyjną. Według stanu z dnia 1 lipca 1952 roku gmina składała się z 20 gromad. Jednostka została zniesiona 29 września 1954 roku wraz z reformą wprowadzającą gromady w miejsce gmin. Po reaktywowaniu gmin z dniem 1 stycznia 1973 roku gminy Lechanice nie przywrócono a jej dawny obszar wszedł w skład nowej gminy Warka.